# Theatro São Pedro (Porto Alegre)
El Teatro São Pedro és un teatre situat a la ciutat brasilera de Porto Alegre, Rio Grande do Sul (Brasil). És el teatre més antic de la ciutat. Les obres de construcció es van iniciar l'any 1834, interrompent-se durant deu anys, a causa de la Revolució Farroupilha ocorreguda entre 1835 i 1845. Després de la guerra, el 1850 es van reprendre els treballs. Finalment, l'edifici d'estil neoclàssic va ser inaugurat el 27 de juny de 1858, amb capacitat per a 700 espectadors.